# Steiracrangon orientalis
Steiracrangon orientalis is een garnalensoort uit de familie van de Crangonidae.